# Жизненный мир
Жи́зненный мир (нем. Lebenswelt) — центральное понятие «поздней» философии Э. Гуссерля, смысл которого заключается в том, чтобы преодолеть узость строго феноменологического метода, а именно - Гуссерль в своём позднем учении призывал применять данный метод в совершенно различных областях науки. Согласно учению Гуссерля, феноменологический метод применим в точных и естественных науках, а также - в психологии, психиатрии, социологии; в литературоведении, истории и прочих сферах. Гуссерль считал необходимым построить так называемую "науку о науке". Под понятием "жизненный мир" Гуссерль подразумевал мир повседневной жизни, который следует познавать и который составляет основу для любого познания, в том числе - познания научного. 
Впервые концепция жизненного мира представлена в «Картезианских размышлениях» и «Кризисе наук как выражение радикального жизненного кризиса европейского человечества», опубликованных в Германии уже после смерти Гуссерля, но известных при жизни его последователям по некоторым французским переводам и по его лекциям.

## Смысл понятия
Идея жизненного мира связана с выдвижением на первый план в позднегуссерлианской феноменологии темы кризиса европейского человечества как кризиса науки, философии, привычной формы рационализма. Гуссерль полагает, что европейский рационализм Нового времени страдает односторонностью. Он вытеснил духовное, смысловое начало из области научного познания. Возможность преодоления кризиса видится Гуссерлем в создании новой науки о духе. Предметом этой науки должен выступать жизненный мир, от которого зависит научное познание как от фундаментального слоя сознательной деятельности.
Жизненный мир состоит из суммы непосредственных очевидностей, которые задают формы ориентации и человеческого поведения. Такие очевидности выступают дофилософским, донаучным, первичным в логическом плане слоем любого сознания, являясь базисом, условием возможности сознательного принятия индивидом теоретических установок. Данные условия возможности совпадают с областью общеизвестных представлений, которые обладают характером «автоматических» неосознаваемых регуляторов смыслополагания.

## Проблемные моменты
Жизненный мир не тематизируется в круге повседневных или научных установок. Возможность раскрытия инвариантных структур жизненного мира Гуссерль видит в критике научных абстракций посредством проблематизации базовых черт субъективности. Такие черты, как пространство-временность, каузальность, вещность, интерсубъективность и т. д. не полагаются созданными субъектом, но видятся задающими поле самой субъективности. В границах инвариантов жизненного мира возникает нечто, что может быть отождествлено со сферой субъективного.
Учение Гуссерля о жизненном мире оказало серьёзное влияние на философию XX века, послужив питательной средой для становления экзистенциально-феноменологических исследований «раннего» М. Хайдеггера, ранних вариантов герменевтики Г.-Г. Гадамера, разработок теоретиков постструктурализма (Ж. Делёз, Ж. Деррида и др.), постметафизики Ю. Хабермаса и его последователей.